# 华东师范大学光华书院
光华书院，是华东师范大学的一个本科生书院，以华东师范大学的前身光华大学为名，寓意是继承和发扬光华大学之精神。成立于2017年3月27日，在几个月的筹备后，于2017年9月11日迎来第一批新生。
现包括数学系、物理与材料科学学院、化学与分子工程学院、生命科学学院、信息科学学院2017级之后的本科生。